# Gaadiidka Football Club
El Gaadiidka FC es un equipo de fútbol de Somalia que juega en la Primera División de Somalia, la liga de fútbol más importante del país.

## Historia
Fue fundado en el año 1942 en la capital Mogadiscio con el nombre Gaadiidka FC Auto Parco y han sido campeones de la Primera División de Somalia en una ocasión, en el año 1990, siendo el único título obtenido por el club en toda su historia, a pesar de ser uno de los equipos de fútbol más estables en Somalia.
A nivel internacional han participado en un torneo continental, en la Copa Africana de Clubes Campeones 1991, en la cual fueron eliminados en la ronda preliminar luego de abandonar el torneo antes de enfrentar al Brewery de Etiopía.

## Palmarés
- Primera División de Somalia: 2

1990, 2022

## Participación en competiciones de la CAF
| Temporada | Torneo                            | Ronda      | Club    | Casa  | Visita | Global |
| --------- | --------------------------------- | ---------- | ------- | ----- | ------ | ------ |
| 1991      | Copa Africana de Clubes Campeones | Preliminar | Brewery | w.o.1 | w.o.1  | w.o.1  |
| 2023/24   | Copa Confederación de la CAF      | 1          | APR FC  | 0-2   | 1-1    | 1-3    |

- 1- Gaadiidka abandonó el torneo.